# Artur Akopyan
Artur Akopyan (en arménien, Արթուր Հակոբյան) né le 28 septembre 1961 à Erevan (RSS d'Arménie), est un gymnaste artistique soviétique.

## Palmarès

### Championnats du monde
- Moscou 1981
  -  médaille d'or au concours par équipes
  -  médaille d'argent à la barre fixe
  -  médaille d'argent au saut de cheval

- Budapest 1983
  -  médaille d'or au saut de cheval
  -  médaille d'argent au concours par équipes
  -  médaille d'argent au concours général individuel